# Канадский поползень
Канадский по́ползень (лат. Sitta canadensis) — небольшая птица из семейства поползневых.

## Описание
Оперение верхней части голубовато-серое, нижней части красноватое, лицо белое с черными полосами на глазах, горло белое, темя чёрное, клюв серый. Призыв этой птицы звучит как маленькая труба.

## Распространение
Канадский поползень гнездится в хвойных лесах Аляски, Канады и северо-востоке и западе США. Он строит гнёзда в дуплах погибших деревьев. Вход гнезда замазывается пеком. Питание состоит из насекомых и семян, особенно хвойных деревьев. В поисках корма он лазает также головой вперёд по стволам или ловит насекомых в полёте. В Западной Европе канадский поползень редкий ошибочный гость.